# 丰宁抽水蓄能电站
丰宁抽水蓄能电站，位于中华人民共和国河北省丰宁满族自治县，丰宁抽水蓄能电站项目2013年5月开工建设，于2021年12月30日开始投产发电。电站共有12台机组，单机容量30万千瓦机组，总装机规模360万千瓦，年设计发电量66.12亿千瓦时，年抽水电量87.16亿千瓦时。是目前世界装机容量最大的抽水蓄能电站。丰宁抽水蓄能电站是2022年北京冬奥会的能源保障重点工程。在2024年北京冬奥会结束后，丰宁抽水蓄能电站则作为北京天津及河北北部地区电网调峰使用。河北丰宁抽水蓄能电站的12号机组是采用大型交流励磁变速抽水蓄能机，在完成15天试运行，于2024年8月11日正式投产发电。该机组也是中国首台大型交流励磁变速抽水蓄能机组。